# Nathan Silva
Nathanael Ananias da Silva (Oliveira, Brasil; 6 de mayo de 1997), conocido como Nathan Silva, es un futbolista brasileño. Juega de defensa central y su equipo actual es el Pumas de la UNAM de la Primera División de México.

## Trayectoria
Nathan entró a las inferiores del Atlético Mineiro en 2011 y fue promovido al primer equipo en la temporada 2017, debutando ante el Caldense por el Campeonato Mineiro.
El 20 de junio de 2023, el defensor fue fichado por el club UNAM de la Primera División de México, equipo conocido como los Pumas.

## Estadísticas
Actualizado al último partido disputado el 20 de junio de 2023.
| Club                         | Div.          | Temporada     | Liga  | Liga  | Liga estatal | Liga estatal | Copas nacionales | Copas nacionales | Copas internacionales | Copas internacionales | Total | Total |
| Club                         | Div.          | Temporada     | Part. | Goles | Part.        | Goles        | Part.            | Goles            | Part.                 | Goles                 | Part. | Goles |
| ---------------------------- | ------------- | ------------- | ----- | ----- | ------------ | ------------ | ---------------- | ---------------- | --------------------- | --------------------- | ----- | ----- |
| Atlético Mineiro · Brasil    | 1.ª           | 2017          | 0     | 0     | 1            | 0            | 0                | 0                | 0                     | 0                     | 1     | 0     |
| Atlético Mineiro · Brasil    | 1.ª           | 2021          | 28    | 3     | —            | —            | —                | —                | 6                     | 0                     | 34    | 3     |
| Atlético Mineiro · Brasil    | 1.ª           | 2022          | 22    | 0     | 8            | 0            | 3                | 0                | 9                     | 0                     | 42    | 0     |
| Atlético Mineiro · Brasil    | 1.ª           | 2023          | 4     | 0     | 7            | 0            | 2                | 0                | 5                     | 0                     | 18    | 0     |
| Atlético Mineiro · Brasil    | Total club    | Total club    | 54    | 3     | 16           | 0            | 5                | 0                | 20                    | 0                     | 95    | 3     |
| Ponte Preta · Brasil         | 2.ª           | 2018          | 29    | 1     | 6            | 0            | 4                | 0                | —                     | —                     | 39    | 1     |
| Ponte Preta · Brasil         | 2.ª           | 2019          | 2     | 0     | 12           | 1            | 1                | 0                | —                     | —                     | 15    | 1     |
| Ponte Preta · Brasil         | Total club    | Total club    | 31    | 1     | 18           | 1            | 5                | 0                | 0                     | 0                     | 54    | 2     |
| Atlético Goianiense · Brasil | 2.ª           | 2019          | 16    | 0     | —            | —            | —                | —                | —                     | —                     | 16    | 0     |
| Atlético Goianiense · Brasil | 1.ª           | 2021          | 6     | 1     | 6            | 0            | 4                | 0                | 6                     | 0                     | 22    | 1     |
| Atlético Goianiense · Brasil | Total club    | Total club    | 22    | 1     | 6            | 0            | 4                | 0                | 6                     | 0                     | 38    | 1     |
| Coritiba · Brasil            | 1.ª           | 2020          | 19    | 1     | 8            | 0            | —                | —                | —                     | —                     | 27    | 1     |
| Coritiba · Brasil            | Total club    | Total club    | 19    | 1     | 8            | 0            | 0                | 0                | 0                     | 0                     | 27    | 1     |
| UNAM · México                | 1.ª           | 2022-23       | 0     | 0     | —            | —            | —                | —                | —                     | —                     | 0     | 0     |
| UNAM · México                | Total club    | Total club    | 0     | 0     | 0            | 0            | 0                | 0                | 0                     | 0                     | 0     | 0     |
| Total carrera                | Total carrera | Total carrera | 126   | 6     | 48           | 1            | 14               | 0                | 26                    | 0                     | 215   | 7     |

## Palmarés

### Títulos estatales
| Título             | Club             | País         | Año     |
| ------------------ | ---------------- | ------------ | ------- |
| Campeonato Mineiro | Atlético Mineiro | Minas Gerais | 2017    |
| Campeonato Mineiro | Atlético Mineiro | Minas Gerais | 2022    |
| Campeonato Mineiro | Atlético Mineiro | Minas Gerais | 2023\|- |

### Títulos nacionales
| Título              | Club             | País   | Año  |
| ------------------- | ---------------- | ------ | ---- |
| Serie A             | Atlético Mineiro | Brasil | 2021 |
| Supercopa de Brasil | Atlético Mineiro | Brasil | 2022 |

## Vida personal
Su hermano Werley también es futbolista.